# Georg Martius
Georg Feodor Albert Martius (* 7. Mai 1884 in Bonn; † 2. Dezember 1951 in Berlin) war ein deutscher Diplomat.

## Leben
Während seines Studiums wurde der Sohn des Philosophen Götz Martius 1902 Mitglied der Burschenschaft Frankonia Heidelberg. Aus dieser trat er 1935 aus. Er trat nach dem Abschluss seines Jurastudiums in den Dienst des Preußischen Justizministeriums und promovierte 1906 zum Dr. jur. Ab 1911 war er Assessor. Während des Ersten Weltkrieges war er Hilfs-Marine-Intendantur-Assessor im Reichsmarineamt. Nach Kriegsende wurde er 1919 Mitglied der DDP, der er bis 1932 angehörte.
Seit 1919 war Martius im Auswärtigen Amt tätig, wo er 1920 zum Legationsrat ernannt wurde. Von 1922 bis 1923 war er Gesandtschaftsrat an der Botschaft in Paris und danach bis 1932 Vortragender Legationsrat im Auswärtigen Amt.
So arbeitete er unter anderem als Mitglied der deutschen Delegation beim Völkerbund und in der Europäischen Donaukommission mit.
Von 1932 bis 1934 bekleidete er den Posten des Gesandten II. Klasse in Riga. Sein Vorgänger im Amt war Friedrich Stieve. Im September 1934 wurde Eckhard von Schack zu Martius Nachfolger ernannt. Ab 1934 leitete Martius das Sonderreferat Schifffahrt und Kommission für Internationale Schifffahrtsverhandlungen. 1937 betraute man Martius mit der kommissarischen Leitung der Gesandtschaft in Montevideo. Ab 1938 leitete er das Referat für Allgemeine Verkehrsangelegenheiten in der Wirtschafts- dann Handelspolitischen Abteilung.
Seit dem 29. Oktober 1914 war Martius mit Maria Mathilde, geborene Conze verheiratet. Das Paar hatte sechs Kinder: Irmgard Bertha Margarethe, Siegfried Peter Götz, Anna Maria („Annemarie“) Elisabeth, Walter Feodor Heinrich, Arnold Hans Georg und Margarete Maria Mathilde.

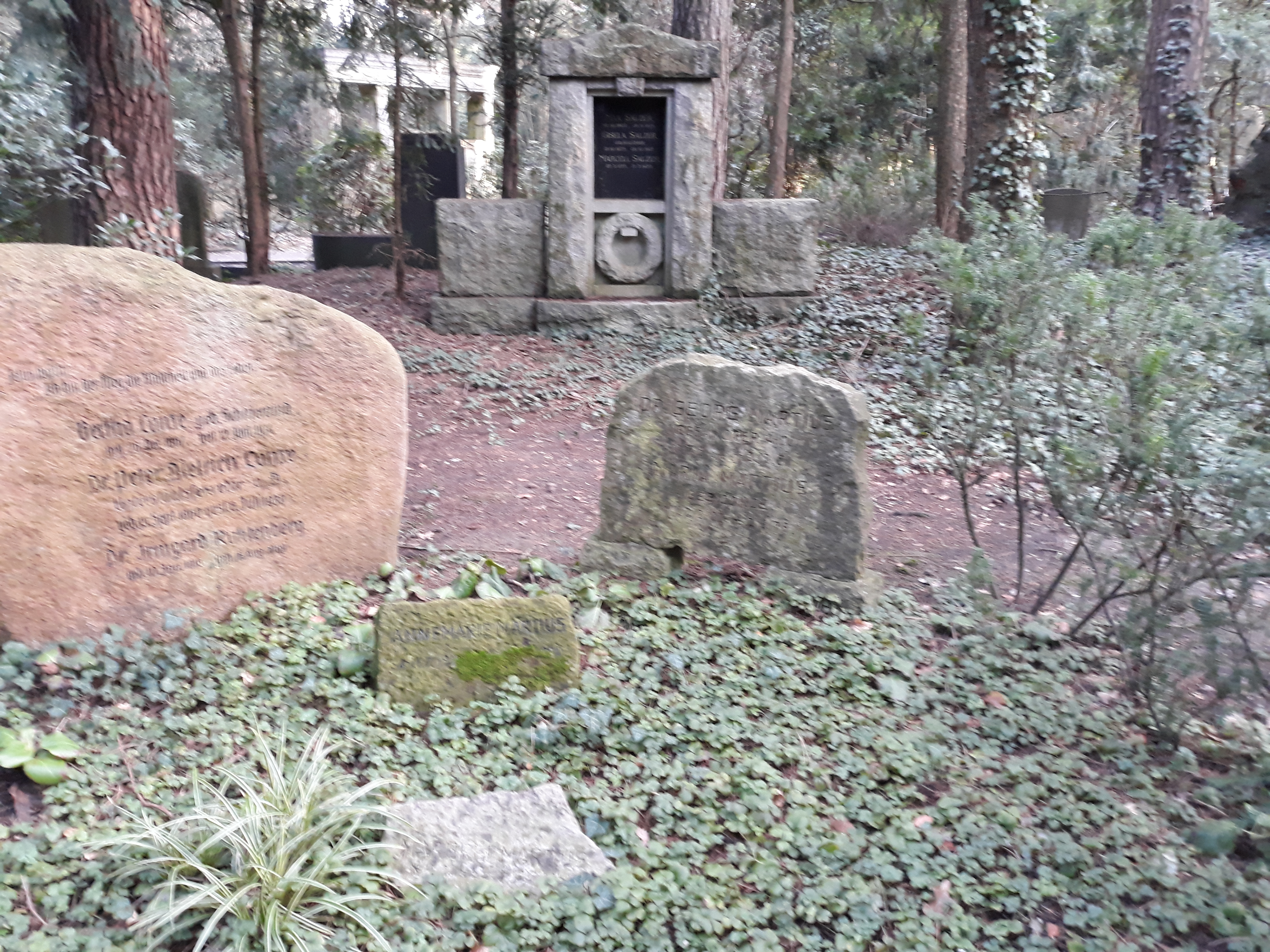
Das Grab von Georg Martius und seiner Frau Maria sowie Tochter Annemarie im Familiengrab Conze auf dem Parkfriedhof Lichterfelde in Berlin.